# Марийский Сарамак
Марийский Сарамак — деревня в Кизнерском районе Удмуртии, входит в Крымско-Слудское сельское поселение. Находится в 28 км к югу от Кизнера, в 65 км к юго-западу от Можги и в 140 км к юго-западу от Ижевска. Расположена на реке Сарамачка.